# أكيوكي شينبو
أكيوكي شينبو (新房昭之 شينبو أكيوكي) هو مخرج أنمي ياباني ولد في 27 سبتمبر 1961 في محافظة فوكوشيما.

## أعماله في مجال الإخراج

### مسلسلات أنمي تلفزيونية
- ميتال فايتر ميكو
- سفينة الفضاء ياماموتو يوكو
- ذا سول تيكر
- الفتاة الساحرة ليريكال نانوها
- باني بوني داش!
- نيغيما!؟
- سايونارا زتسبو سينسيه
- زوكو سايونارا زِتسبو سينسيه
- زان سايونارا زِتسبو سينسيه (الإخراج، تأليف الحبكة)
- ماريا هوليك
- ماريا هوليك ألايف (الإخراج الرئيسي)
- ناتسو نو اراشي!
- ناتسو نو اراشي! أكينايتشو
- باكيمونوغاتاري (الإخراج، تأليف الحبكة)
- أراكاوا أندر ذا بريدج
- أراكاوا أندر ذا بريدج x بريدج
- رغم كل ذلك، البلدة تدور (الإخراج الرئيسي)
- الفتاة الساحرة مادوكا ماجيكا
- فتاة الأمواج وفتى الشباب (الإخراج الرئيسي)
- نيسيمونوغاتاري (الإخراج، تأليف الحبكة)
- نيكومونوغاتاري (كورو) (الإخراج الرئيسي، تأليف الحبكة)
- سلسلة مونوغاتاري الموسم الثاني (الإخراج الرئيسي، تأليف الحبكة)
- نيسيكوي (الإخراج الرئيسي، تأليف الحبكة)
- نيسيكوي: (الإخراج الرئيسي، تأليف الحبكة)
- ميكاكوسيتي أكتورز (الإخراج الرئيسي)
- تسوكيمونوغاتاري (الإخراج الرئيسي، تأليف الحبكة)
- أواريمونوغاتاري (الإخراج الرئيسي، تأليف الحبكة)
- أسد مارس
- فيت/إكسترا Last Encore (الإخراج الرئيسي)

### أنمي الإنترنت
- كويوميمونوغاتاري (الإخراج الرئيسي، تأليف الحبكة)

### أوفا أنمي
- لوحة كوزيت
- غوكو سايونارا زِتسبو سينسيه (الإخراج، تأليف الحبكة)
- المعلم الساحر نيغيما! الربيع (الإخراج الرئيسي)
- المعلم الساحر نيغيما! الصيف (الإخراج الرئيسي)
- المعلم الساحر نيغيما! 〜الجناح الأبيض ALA ALBA〜 (الإخراج الرئيسي)
- المعلم الساحر نيغيما! 〜عالم آخر〜 (الإخراج الرئيسي)
- المعلم الساحر نيغيما! 〜عالم آخر〜 EXTRA الفتاة الساحرة يوي (الإخراج الرئيسي)
- كوبيكيري سايكل: العالم الأزرق ومسخر الهراء (الإخراج الرئيسي)

### أفلام أنمي
- الفتاة الساحرة مادوكا ماجيكا: حكاية البداية (الإخراج الرئيسي)
- الفتاة الساحرة مادوكا ماجيكا: حكاية الأبدية (الإخراج الرئيسي)
- سلسلة أفلام كيزومونوغاتاري
  - كيزومونوغاتاري الفصل الأول: تيكّيتسو (الإخراج الرئيسي)
  - كيزومونوغاتاري الفصل الثاني: نيكّيتسو (الإخراج الرئيسي)
  - كيزومونوغاتاري الفصل الثالث: ريكيتسو (الإخراج الرئيسي)

## أعماله خارج مجال الإخراج
- باو الزائر (الرسوم المفتاحية)
- كاراكوري كينغودين موساشي لورد (رسم لوحة القصة، إخراج الحلقات، إخراج الرسوم المتحركة)
- طوكيو بابيلون (الرسوم المفتاحية)
- يو يو هاكوشو (رسم لوحة القصة، إخراج الحلقات)
- مونتانا (إخراج الحلقات)
- مغامرات فوزان (إخراج الحلقات)

## أعماله في ألعاب الفيديو
- تاتسونوكو فايت (إخراج مشاهد الرسوم المتحركة)

## وصلات خارجية
- أكيوكي شينبو على موقع IMDb (الإنجليزية)
- أكيوكي شينبو على موقع ألو سيني (الفرنسية)
- أكيوكي شينبو على موقع قاعدة بيانات الفيلم (الإنجليزية)
- أكيوكي شينبو على موقع كينوبويسك (الروسية)
- أكيوكي شينبو على موقع ANN person (الإنجليزية)

- صفحة IMDb